# Leo Prantner
Leo Prantner (Merano, 21 de noviembre de 2001) es un jugador de balonmano italiano que juega de extremo derecho en el Füchse Berlin. Es internacional con la selección de balonmano de Italia.
Su primer gran campeonato con la selección fue el Campeonato Mundial de Balonmano Masculino de 2025.

## Palmarés

### Füchse Berlin
- Liga de Alemania de balonmano (1): 2025

## Clubes
| Club                      | País     | Año         |
| ------------------------- | -------- | ----------- |
| Sport Club Meran Handball | Italia   | 2019 - 2021 |
| Rebi Balonmano Cuenca     | España   | 2021 - 2023 |
| HBW Balingen-Weilstetten  | Alemania | 2023 - 2025 |
| Füchse Berlin             | Alemania | 2025 - Act. |